# Instytut Dialogu Międzykulturowego im. Jana Pawła II w Krakowie

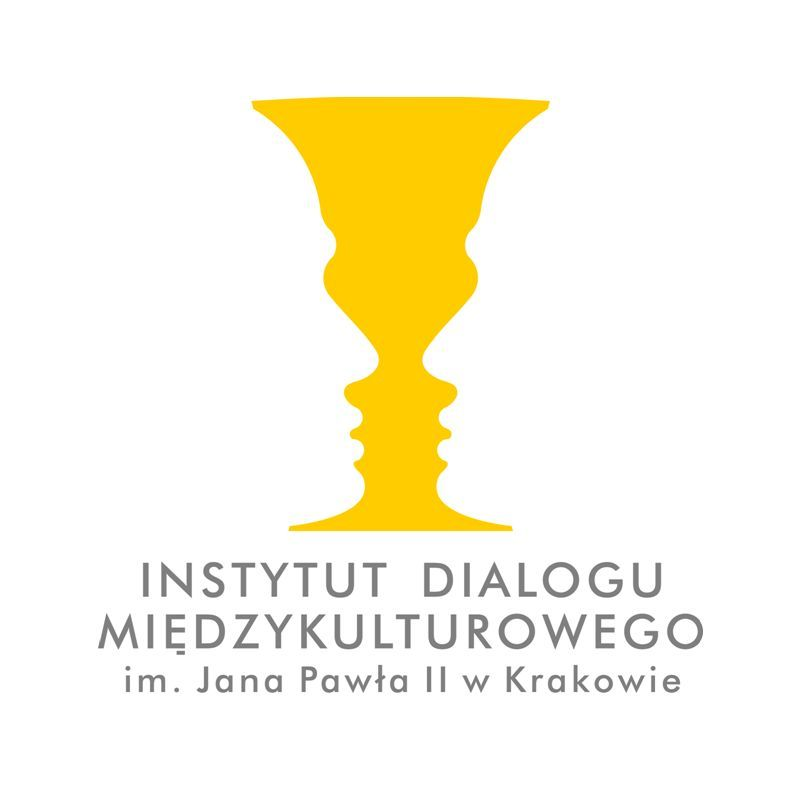
Logotyp Instytutu

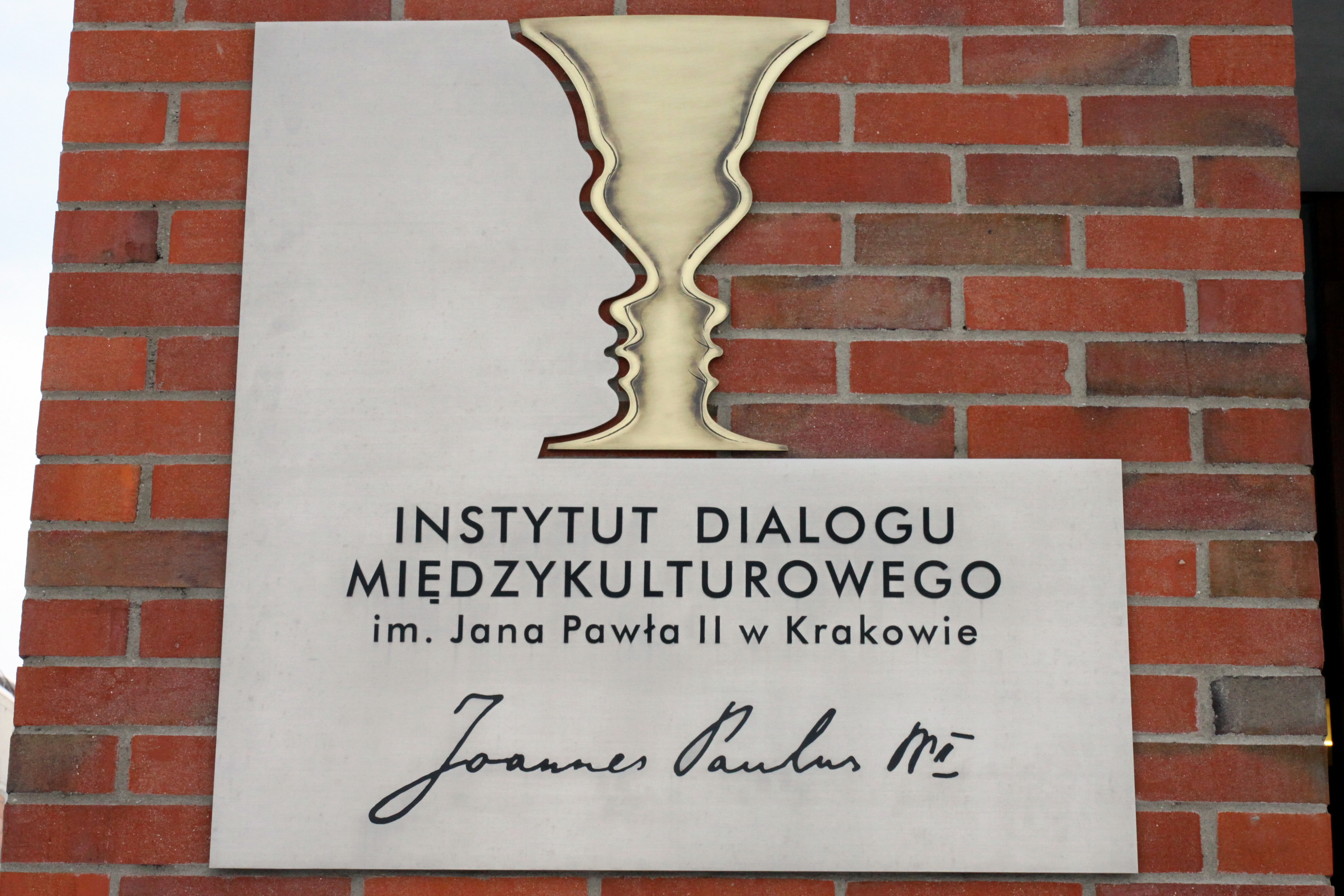
Tablica przed wejściem do Instytutu Dialogu Międzykulturowego im. Jana Pawła II w Krakowie

Instytut Dialogu Międzykulturowego im. Jana Pawła II w Krakowie  - samorządowa instytucja kultury Województwa Małopolskiego, powołana 1 stycznia 2009 roku, której celem jest zachowanie, promowanie oraz twórcze rozwijanie duchowego i naukowego dziedzictwa papieża Jana Pawła II, w szczególności dotyczącego dialogu między religiami i kulturami. Organizatorami Instytutu są: Województwo małopolskie, Gmina Miejska Kraków oraz Centrum Jana Pawła II „Nie lękajcie się!”.

## Działalność Instytutu
Instytut realizuje projekty edukacyjne, kulturalne i naukowe: „Mieć Wyobraźnię Miłosierdzia”, „Małopolskie Dni Jana Pawła II”, „Dziedziniec pogan”, „Akademia Rodzinna” i „Oblicza Dialogu”. Jest organizatorem koncertów, imprez masowych, produkcji i projekcji filmowych i telewizyjnych („Kuchnia Papieska”). Prowadzi programy dla dzieci i młodzieży: warsztaty edukacyjne, lekcje tematyczne, olimpiady, gry miejskie i konkursy. Aranżuje wystawy plenerowe, eksponowane w przestrzeni miejskiej Krakowa i województwa małopolskiego.
Instytucja prowadzi także samodzielną działalność wydawniczą. Posiada bibliotekę, której zasoby są udostępniane w formie mobilnej. Redaguje portal społeczno-informacyjny franciszkanska3.pl, platformę multimedialną santojp2.pl oraz oferuje wirtualne wycieczki po miejscach w Małopolsce związanych z Janem Pawłem II, a przy Instytucie działa „Scena Papieska” adresowana do miłośników teatru.
Z okazji kanonizacji Jana Pawła II Instytut Dialogu Międzykulturowego zorganizował 26 kwietnia 2014 koncert-misterium „Kolory Miłosierdzia”, który oglądało na żywo i w telewizji TVP1 2,7 mln widzów. Równocześnie multimedialny pokaz z wykorzystaniem mappingu 3D w dniach 26 i 27 kwietnia 2014 pozwolił publiczności zgromadzonej przez Pałacem Arcybiskupów Krakowskich jeszcze raz przeżyć spotkania z Janem Pawłem II w oknie przy ul. Franciszkańskiej 3.
W 2016 roku, z inicjatywy Instytutu Dialogu Międzykulturowego im. Jana Pawła II w Krakowie, Sejmik Województwa Małopolskiego ustanowił Nagrodę Województwa Małopolskiego im. Jana Pawła II Veritatis Splendor. Co dwa lata laureatem nagrody za zasługi na rzecz szerzenia dialogu w wymiarze kulturowym, społecznym i międzyreligijnym zostaje osoba, której całokształt dokonań i osiągnięcia mają szczególne znaczenie dla Małopolski. Pierwszą laureatką tej nagrody została pochodząca z Ugandy siostra Rosemary Nyirumbe. Kontynuacją Nagrody Veritatis Splendor były międzynarodowe Targi Dobroczynnościi.

## Cele statutowe
- gromadzenie, przechowywanie, naukowe opracowywanie, udostępnianie i upowszechnianie pamiątek po osobie Karola Wojtyły oraz materiałów audiowizualnych, fotograficznych, materiałów rękopiśmiennych związanych z życiem i działalnością papieża Jana Pawła II;
- gromadzenie, przechowywanie i udostępnianie dzieł sztuki inspirowanych osobą papieża Jana Pawła II;
- inicjowanie i organizowanie prac naukowo-badawczych, seminariów, konferencji i warsztatów oraz stypendiów związanych z nauką papieża Jana Pawła II;
- organizowanie wystaw, imprez i przedsięwzięć kulturalnych popularyzujących dzieło papieża Jana Pawła II;
- prowadzenie działalności wydawniczej upowszechniającej dzieło papieża Jana Pawła II;
- prowadzenie specjalistycznej biblioteki i księgarni, gromadzącej publikacje związane z życiem i nauką papieża Jana Pawła II;
- prowadzenie działalności edukacyjnej w duchu nauki papieża Jana Pawła II;
- stwarzanie warunków organizacyjnych i lokalowych do upamiętnienia i twórczego wykorzystania dzieła pontyfikatu papieża Jana Pawła II, szczególnie podejmowanie działań zmierzających do zagospodarowania dawnych zakładów „Solvay” w Krakowie;
- inspirowanie aktywnych form udziału w kulturze, rozwijanie i programowanie twórczości artystycznej;
- promowanie aktywnego udziału w życiu społecznym zgodnie z ideami, które głosił papież Jan Paweł II;
- współpracę z mediami oraz osobami prawnymi i fizycznymi w kraju i za granicą na rzecz pogłębiania wiedzy o dziele pontyfikatu papieża Jana Pawła II[12].

## Dyrekcja
Dyrektor Instytutu: ks. Sebastian Kozyra (od 2024)

## Rada założycieli
Organem sprawującym ogólny nadzór nad działalnością Instytutu jest  Rada Założycieli złożona z przedstawicieli Województwa Małopolskiego, Gminy Miejskiej Kraków oraz Centrum Jana Pawła II „Nie lękajcie się!”.

## Rada programowa
- prof. dr hab. Jan Tadeusz Duda - Przewodniczący Sejmiku Województwa Małopolskiego; Przewodniczący Rady Programowej
- Pani Iwona Gibas – Członek Zarządu Województwa Małopolskiego
- Pan Stanisław Kracik – III Zastępca Prezydenta Krakowa
- Pani Magdalena Policha  - Centrum Jana Pawła II „Nie lękajcie się!” w Krakowie
- Pan Łukasz Smółka – Marszałek Województwa Małopolskiego
- Pan Witold Kozłowski – Wicemarszałek Województwa Małopolskiego
- Pan prof. dr hab. Jan Tadeusz Duda – Przewodniczący Sejmiku Województwa Małopolskiego
- Pan Rafał Stuglik – Przewodniczący Komisji Kultury Województwa Małopolskiego
- Pan prof. dr hab. Piotr Sułkowski – Dyrektor Opery Krakowskiej
- Pan Mateusz Prendota – Dyrektor Filharmonii Krakowskiej im. Karola Szymanowskiego w Krakowie
- Pan Łukasz Strutyński – Prezes Kraków Airport im. Jana Pawła 2
- Pan Andrzej Mikulski – Architekt Centrum Jana Pawła II w Krakowie
- ks. Tomasz Szopa – Prezes Centrum Jana Pawła II „Nie lękajcie się!” w Krakowie
- ks. prof. dr hab. Robert Tyrała – Rektor Uniwersytetu Papieskiego Jana Pawła II w Krakowie
- o. dr hab. Tomasz Homa, prof. UIK – Rektor Uniwersytetu Ignatianum w Krakowie
- ks. dr Grzegorz Lenart – Przewodniczący Archidiecezjalnej Komisji Muzyki Kościelnej Archidiecezji Krakowskiej
- ks. Tomasz Jarosz – Administrator Kościoła i Hospicjum św. Stanisława BM w Rzymie